# 千葉繁
千葉繁（日语：／ Chiba Shigeru，1954年2月4日—），日本全方位藝人（配音員、演員、旁白、音響監督）。出身於熊本縣菊池市。身高166cm。O型血。

## 簡歷
本名：前田 正治（まえだ まさはる）。以前經歷劇團富士、劇團東藝、M3，現所屬81 Produce。C&O ActorsStudio （页面存档备份，存于）所長。日本工學院專門學校演員·聲優科講師。
中學畢業之後，經由集體就業活動，遠從熊本來到日立企業旗下的橫濱分工廠上班。並一面就學，直到與朋友參加劇團富士舉辦的新人演員徵選，結果獲得錄取。從此之後，千葉轉行當演員，由於他在工廠上班練出一身健壯的體格，因此經常擔任動作片的特技演員而廣為人知。並在成人電影公司日活浪漫色情拍過成人電影。據本人的說法，當時在別人眼中是戴著厚瓶底眼鏡的學生一樣，一叫就認出來的角色。此外，他也是中學時期的體操社主將，所以有相當不錯的運動神經。轉移至劇團東藝之後，在電視劇出現的次數增加，包含NHK大河劇或《白色巨塔 (1978年電視劇)》等等。從新人時期開始，與搞笑藝人查理公司至今有不錯的交情。
1976年，千葉以電視動畫《大飯桶》成為他的配音出道作之後，逐年累積身為職業配音員的經驗。直到1984年電視動畫《北斗神拳》開播後，原本他主要是幫反派壞蛋配音，但是後來兼任下集預告旁白。1985年電視動畫《高校！奇面組》被提拔為主角，同年成立專門栽培新人聲配音員劇團「Burstman」，但後來解散。
1989年，由押井守執導的OVA《祖先大人萬萬歲！》開始，千葉第一次挑戰當音響監督，從此之後也積極投入動畫幕後製作的音響監督工作。現在，他就任演員培訓學校C&O ActorsStudio所長以提攜後進新人。還有，即使他現在已經有了職業配音員的地位，但依舊持續參演電影或特攝影集的拍攝。
而動畫導演押井守與千葉認識及合作，是從1980年電視動畫《尼爾斯的不可思議之旅》開始的，至今2人一直有不錯的交情。《福星小子》動畫化後，已在原作漫畫登場的配角、眼鏡哥的聲音是押井指定讓千葉擔任的，因此成為今後千葉自身印象深刻的配音成名作。後來為決定延展該角色的形象，展開了「來幫千葉繁製作宣傳影像吧」的企劃製作。1987年，由押井守執導、編劇，千葉繁領銜主演的第一部真人電影《紅色眼鏡/The Red Spectacles》上映，之後押井和千葉攜手合作的真人電影還有《刻耳柏洛斯 -地獄的守門犬-》、《Talking Head》及機動警察系列真人版電影《THE NEXT GENERATION -PATLABOR-》（總導演由押井擔任）等等。
除了押井守執導的電影作品之外，還有在特攝影集《獸電戰隊強龍者》中以本人的形象飾演韋歇德博士。
2017年1月9日，千葉在朝日電視台播放的節目『200位人氣聲優認真票選！聲優總選舉3小時SP』的排名中得到第22名。
興趣、特長：表演動作、武打。

## 演出
粗體字表示主要角色。

### 電視動畫
1976年
- 大飯桶（日语：ドカベン）（棒球社社員A、學生A、裁判、山岡鐵司（日语：山岡鉄司）、今川正夫）
- 無敵飛天俠（船員B、乘客、代表）

1977年
- 棒球少年貫太（日语：一発貫太くん）
- 保羅歷險記（隊員）
- （船員）

1978年
- 咪咪流浪記
- 宇宙戰艦大和號2（鶴見二郎、大和號乘員、彗星帝國士官）
- 科學小飛俠II（惡魔黨戰鬥員 等）
- 未來少年柯南（島民、巴拉克達號船員、被射殺的局員、工業島的地下居民、打撈船船員）

1979年
- 航艦藍天號（日语：宇宙空母ブルーノア）（田村道郎[20]、島貫文藏）
- 科學小飛俠F（惡魔黨戰鬥員 等）
- 銀河鐵道999（本部員、足立太、古倫巴斯）
- 小熊的故事（日语：こぐまのミーシャ）（山貓、山貓的父親、的父親）
- The☆超人力霸王（猴子 等）
- 凡爾賽玫瑰

1980年
- 明日之丈2（青山守）
- 宇宙戰艦大和號III（坂卷浪夫[21]、巴斯星囚犯）
- 宇宙戰士巴魯迪奧斯（所員、幹部C、山姆）
- 怪物小王子 (1980年版)（半魚人、遊樂園的工作人員）
- 原子小金剛 (1980年版)（皮拉）
- 傳說巨神伊甸王（甘茲）
- 萬能戰士無比敵（ 等）
- 尼爾斯的不可思議之旅（古斯塔）
- （斯塔尼）[注 2]
- 無敵機器人 托萊達G7（蘇爾）

1981年
- 福星小子 (1981年版)（眼鏡兄、地底的王子 等）
- 太陽之牙達格拉姆（歐普、喬治·朱爾丹[22]）
- 太陽的使者 鐵人28號（晃）
- 衝鋒勝平（日语：ダッシュ勝平）（島田正午）
- 原子小金剛 (1980年版)（航天港工作人員、警備機器人A、皮塔特）
- 怪博士與機器娃娃 (1981年版)（時間君、手下、摘突詰、松山、 等）
- 哆啦A夢 (大山羨代版)（菸草舍的男子）
- 忍者哈特利（警官）
- 小仙蒂（日语：ハロー!サンディベル）
- 真知子老師（山形國夫老師）
- 救難小英雄Yattode（愛斯基摩人、章魚燒屋、蕎麥麵店、鰻魚屋、市民A）

1982年
- 阿波羅之女（阿特拉斯、阿波羅、音樂之神、女形）
- 逆轉一發人（日语：逆転イッパツマン）（今井市郎〈今市〉、年輕人、中年先生、主水、大鬼神）
- 電子神童（曾根、記者A）
- 猿飛小忍者（日语：さすがの猿飛）（00893）
- 心跳今夜（與田、油漆屋、醫生A、司令官）
- 怪博士與機器娃娃：企鵝村英雄傳說（日语：Dr.スランプアラレちゃん ペンギン村英雄伝説）（手下）
- 阿福（日语：フクちゃん）（小學生）
- 魔法公主 明琪桃子（日语：魔法のプリンセス ミンキーモモ）（第1作／卡吉拉[23]、惡夢黑雲）
- 銀河旋風突擊隊

1983年
- 伊賀野河馬丸（目白要）
- 銀河疾風流離我（巴基）
- The♥南瓜酒（暴漢）
- 湯匙婆婆（日语：スプーンおばさん (アニメ)）（阿普阿普）
- 裝甲騎兵（巴尼拉·巴特拉[24]）
- 奈奈子SOS（日语：ななこSOS）（百面相、東京）
- 小超人帕門 (1983年版)（嘍囉 等）
- 伏魔小旋風（ぼろかっぱ）

1984年
- 機甲界加里安（雷德·溫德）
- Gu-Gu甘莫（爸爸、德嘉普、金助）
- 大自然的魔獸巴奇（暴走族）
- （貝爾博士）
- 北斗神拳（旁白[25]、 等）
- 魔法妖精貝露莎（格拉格拉）

1985年
- 鬼太郎 (第3作)（通緝犯男子、絲綢帽狸）
- 金比羅小子（日语：コンポラキッド）（大五郎〈爸爸〉[26]）
- 鄰家女孩（上杉信吾）
- 高校！奇面組（一堂零）
- 魔法之星愛美（國分寺圓）

1986年
- 甜蜜公主（柿之種助[27]、[27]）
- 青春動畫全集（日语：青春アニメ全集）（長吉、蕗屋清一郎）
- 聖鬥士星矢（斯巴達）
- 七龍珠（皮拉夫、海豚、小不點）
- Bug甜心（日语：Bugってハニー）（史基爾頓）
- 魔法偶像粉彩筆由美（日语：魔法のアイドルパステルユーミ）（國光喜三郎）
- 相聚一刻（四谷、惣一郎〈犬〉）

1987年
- 動畫三槍手（日语：アニメ三銃士）（羅什佛魯）
- 超人B（日语：ウルトラB）（戶坂館尾）
- 超能力魔美（空巢）
- 城市獵人（立花）
- 七龍珠（摘突詰、手下）
- 北斗神拳2（旁白、黑夜叉 等）
- 狗仔爺爺 (1987年版)（日语：のらくろクン）（澤口阿梅）
- 陽光普照（森末健次、太田新一郎）

1988年
- 極速悍將（日语：F (漫画)）（木下啓太）
- 美味大挑戰
- 小松君 (1988年版)（本官先生[28]、ReReRe老爹[28]、混蛋（日语：ニャロメ）[28]、八頭勝三 等）
- 魁!! 男塾（鬼鬍[29]、卍丸、民明書房旁白）
- 城市獵人2（鬼瓦之源）
- 麵包超人（バットット、的主持人）
- 光頭騙子禿丸（日语：つるピカハゲ丸）（鄰田爺爺）
- 魔神英雄傳（死神）
- 名門！第三野球部（日语：名門!第三野球部）（桑本聰）

1989年
- 惡魔君（妖怪烏鴉）
- 機動警察（千葉繁）[注 1]
- 森林大帝 (1989年版)（可可）
- 新仙魔大戰（[30]）
- 超時空遊俠（飛天壺、里奧納多博士）
- 鴨子向前衝（多爾夫）
- 七龍珠Z（拉帝茲）
- 亂馬½ 熱鬥篇（猿隱佐助、店員、肉包人之2、店主、手下、採菇老人）

1990年
- 江戶之子男孩 理解太助（日语：江戸っ子ボーイ がってん太助）（ 等）
- 西瓜皮先生（惡魔）
- 平成天才傻鵬（日语：平成天才バカボン）（本官先生[31]、ReReRe老爹、黑幫、的叔叔、YoYoYo的叔叔）
- 至尊勇者（冰邦邦）
- 黑色推銷員（遊田）

1991年
- 金肉人 金肉星王位爭奪篇（中野先生〈中野和雄〉、金肉中、殘虐神〈初代〉、金肉將軍人〈初代〉）
- 七龍珠Z（卡里克二世）
- 丸出日太夫（サブちゃん、梅雨前線）

1992年
- 龍馬英雄（日语：お〜い!竜馬）（岡田以藏）
- 妙廚老爹（村上先生）
- 蕃茄十勇士（螳螂卿）
- 超電動機械人 鐵人28號FX（エイジャー、天龍寺博士、阿爾·韓布拉）
- 小小男子漢（渡邊司 等）
- 怪博士與機器娃娃 1992年正月特輯（笑彈大王的手下、摘突詰）
- 幽☆遊☆白書（桑原和真[32]、蝙蝠使者）

1993年
- 剣勇傳說YAIBA（中獎玉）
- GS美神（卡歐斯博士[33]）
- 麵包超人（出差錯博士）
- 叮噹貓（動物園的章魚）

1994年
- 重獲新生的機器人（日语：おまかせスクラッパーズ）
- 幸運超人（努力超人／杉田努力（日语：努力マン）、鳥人〈初代〉）

1995年
- 愛莉絲偵探局（コクチョー）
- 熊之噗太郎（旁白）
- VR快打（劉成、旁白[34]）
- 美少女戰士SuperS（クルミワリオ）
- （狐狸男）

1996年
- 鬼太郎 (第4作)（鼠男、一反木綿[注 3]）
- 機械女神J（大江久保彥左衛門、町奴的晃、旁白）
- 七龍珠GT（皮拉夫）
- 魔法提琴手（奧波）
- 熱鬥小馬（忠兵衛[35]）

1997年
- 忍企鵝真丸（日语：忍ペンまん丸）（貞良）
- YAT安心！宇宙旅行（日语：YAT安心!宇宙旅行）（基爾羅伊）

1998年
- 吸血姬美夕（神魔）
- 星際牛仔（ビデオマニア）
- 魔法陣都市（古羅瓦翁）
- SHADOW SKILL -影技-（軍曹）
- 玲音（老鼠）
- 太陽之子 (BS版)（黄金都市神官）
- 鄰家女孩 Miss Lonely Yesterday 在那之後的你…（上杉信吾）
- 秀逗博士（雪之丞[36]、水越一、鬍男）
- 小豬萬萬歲（房東）
- 炸彈人 彈珠人爆外傳（ダークイヤミ）
- 名偵探柯南（幸田正夫）
- 遊☆戲☆王 (東映動畫版)（孤藏野）

1999年
- 神風怪盜貞德（東大寺警長[37]）
- 金田一少年之事件簿（相馬敦士）
- 微星小超人（日语：小さな巨人 ミクロマン）（科布拉基、漢斯）
- 魯邦三世：愛的記號 ～不二子的倒霉日～（日语：ルパン三世 愛のダ・カーポ〜FUJIKO'S Unlucky Days〜）（納扎羅夫[38]）
- ReReRe天才傻鵬（日语：レレレの天才バカボン）（本官先生[39]、ReReRe老爹）
- ONE PIECE（巴其、烏普·史拉布）

2000年
- 六門天外（一郎兵衛）

2001年
- 銀河天使（神主）
- 鄰家女孩 CROSS ROAD ～風之速～（ピンチ）

2002年
- 銀河天使 第3期（Dr.麥科伊）
- 煌羅萬象（日语：サイキックアカデミー煌羅万象）
- 電光快車俠2（黑魔頭）

2003年
- 哆啦A夢 (大山羨代版)（旅行機器人）
- 坦克王（金巴爾特）

2004年
- 阿貴的家族（ボットンギラス）
- 魔法少年賈修（貝爾基姆·E·O、神）
- 走投無路危險爺爺（校長〈第2代〉、旁白）
- 魔法娜娜咪（大家金藏、九太郎）
- BLEAC（唐·觀音寺）
- 冒險王比特（莫爾蒙德）

2005年
- 植木的法則（植木源五郎）
- 怪醫黑傑克（安東醫生）
- 鼻毛真拳（水合物）
- MONSTER（米爾希）

2006年
- 犬神!（河原崎直己）
- 陰守忍者！（星人隊長）
- Keroro軍曹（ウラミマース）
- 地獄少女 二籠（根來哲郎）
- 黑騎士 ～奧拉克爾的勇者們～（玻璃跳、布魯特斯）
- 怪傑佐羅利（晃的親戚）
- 名偵探柯南（木島大作）

2007年
- 黑騎士 ～甦醒的太陽～（玻璃跳）

2008年
- Yes！光之美少女5（永恒博物館館長）
- 再造人卡辛 Sins（日语：キャシャーン Sins）（守墓男性）
- 鬼太郎 (第5作)（ゲゲゲハウス）

2009年
- 銀魂（愚痴屋老爹）
- 七龍珠改（拉蒂茲、孫悟飯爺爺）

2010年
- 海月姬（根岸三郎太）
- 女僕咖啡廳 （松田旬作）
- 吊帶襪天使（Corset／市長）

2011年
- SKET DANCE（拉麵屋店長）
- 日常（第14話預告旁白）
- 數碼寶貝合體戰爭 穿越時空的少年獵人們（沙僧獸）

2012年
- 即興動畫研究所（學園長老師）
- 冰（谷本）
- 星光少女 美夢成真（唐·波比／阿世知欽太郎）

2013年
- 宇宙戰艦大和號2199（佐渡酒造[40]、加藤一徹[41]）[注 4]
- 蠟筆小新（旁白）
- 團地友夫（樫野先生）
- 星光少女 彩虹舞台（蓮城寺行秀）
- 魯邦三世 princess of the breeze ～被隱藏的空中都市～（日语：ルパン三世 princess of the breeze 〜隠された空中都市〜）（主人G[42]）

2014年
- 魔法少女大戰（海老藏）
- ONE PIECE “3D2Y” 跨越艾斯之死！魯夫與夥伴的誓言（巴其）
- 晨曦公主（秀爺）

2015年
- 交給你了！奇蹟貓團（布魯斯·傑基[43]）
- 銀魂°（六轉舞藏）
- 七龍珠超（皮拉夫）
- OVERLORD（塞巴斯·蒂安[44]）

2016年
- JoJo的奇妙冒險 不滅鑽石（吉良吉廣）
- NINJA SLAYER忍者殺手 Special Edition(TV系列版)（リー·アラキ）
- 決鬥大師 VSRF（校長（日语：絶体絶命でんぢゃらすじーさん#登場人物））
- 菇菇 ～世界的朋友～（日语：おさわり探偵 なめこ栽培キット）（激辣滑菇）
- 時間飛船24（時驅解說[45]）
- 一課一練（葛平）
- 3月的獅子（川本相米二[46]）
- 3月的獅子 第2期（川本相米二）

2017年
- 碧藍幻想 The Animation（約達爾拉赫）
- 新黑色推銷員（內名木洋介[47]）
- 不要輸!! 惡之軍團！（小雞[48]／小雞大叔、壽司店老闆）
- 末日時在做什麼？有沒有空？可以來拯救嗎？（葛力克）
- 時間飛船24 逆襲的三惡人（時驅解說[49]）

2018年
- POP TEAM EPIC（PIPI美（第2話B段））
- OVERLORD II（塞巴斯·蒂安[50]）
- 名偵探柯南（田兼則）
- 鬼燈的冷徹 第貳期 其之貳（懸衣翁）
- OVERLORD III（塞巴斯·蒂安）
- 星光頻道（青葉健三郎）
- 刃牙 (第2作)（國松）

2019年
- 粉彩回憶（魔王）
- 賢惠幼妻仙狐小姐（狸男[51]）
- KING OF PRISM -Shiny Seven Stars-（日语：KING OF PRISM -Shiny Seven Stars-）（十王院萬太郎[52]、上司）
- 鬼太郎 (第6作)（黑坊主[53]）
- 鬼滅之刃（桑島慈悟郎）
- 為了女兒，我說不定連魔王都能幹掉。（希赫斯）
- Radiant 虛空魔境（克里斯特羅姆男爵[54]）

2020年
- SHOW BY ROCK!! 活力棉花糖!!（老闆）
- 異世界四重奏2（塞巴斯）
- 緣結熊本（日语：なつなぐ!）（千葉繁藏[55]）
- 異獸魔都（血達摩[56]）
- LISTENERS 聆聽者（雷歐·馬歇爾[57]）
- 超異域公主連結 Re:Dive（無賴）
- 咒術迴戰（漏瑚、虎杖悠仁的祖父）

2021年
- SHOW BY ROCK!! STARS!!（老闆）
- Hortensia SAGA 蒼之騎士團（葛雷夫醫生）
- BACK ARROW（布奇）
- SAKUGAN（老頭）
- 吸血鬼馬上死（超愛野球拳）
- 逆轉世界的電池少女（拉麵店店主）

2022年
- 平家物語（後白河法皇）
- BORUTO-火影新世代-NARUTO NEXT GENERATIONS-（舟戶荒海）
- 怪人開發部的黑井津小姐（紅袍將軍）
- 這個僧侶有夠煩（御神體）
- OVERLORD IV（塞巴斯·蒂安）
- 決鬥大師 WIN（チバカブラ〈千葉さん〉）
- 名偵探柯南（脇田兼則）
- 孤獨搖滾！（世紀末男子）

2023年
- HIGH CARD 至高之牌（拉奇·蘭吉曼[58]）
- 大雪海的卡納（看板爺）
- JoJo的奇妙冒險 石之海（新聞聲音）
- TRIGUN STAMPEDE（奈布拉斯卡[59]）
- 萬事屋齋藤先生轉生異世界（魔王）
- 吸血鬼馬上死2（超愛野球拳）
- 福星小子（龍之介的父親[60]）
- 魔法少女毀滅者（調合師[61]）
- 百姓貴族（老爸[62]）
- 白聖女與黑牧師（雨果）
- 超超超超超喜歡你的100個女朋友（神[63]）
- 放學後少年花子君（老勿怪）
- 某大叔的VRMMO活動記（黑戰士[64]）
- 殭屍100～在成為殭屍前要做的100件事～（彥老爺）
- 邪神與廚二病少女 世紀末篇（旁白）

2024年
- 婚戒物語（阿拉巴斯塔[65]）
- 福星小子 第2期（龍之介的父親）
- 小酒館Basue（旁白）
- 魔王軍最強的魔術師是人類（傑斯）
- 戰國妖狐 千魔混沌篇（黑月齋）
- 百姓貴族 2nd Season（老爸[66]）
- 凍牌（本原）
- 神劍闖江湖－明治劍客浪漫譚－ 京都動亂（柏崎念至[67]）

2025年
- 我與尼特女忍者的莫名同居生活（旁白[68]）
- 超超超超超喜歡你的100個女朋友 第2期（神[69]）
- 魔農傳記 FARMAGIA（丹特羅[70]）
- 魔神創造傳（爺頻道）
- 歡迎來到日本，妖精小姐。（阿賈）
- WITCH WATCH 魔女守護者（傘哥）
- NYAIGHT OF THE LIVING CAT 活屍貓之夜（旁白[71]）
- Clevatess -魔獸之王與嬰兒與屍之勇者-（布洛克[72]）
- 新吊帶襪天使（Corset）

2026年
- 魔王的女兒太溫柔了！！（旁白[73]）

時期未定
- 婚戒物語 第2期（阿拉巴斯塔[74]）

### 電影動畫
1981年
- 怪物小王子：怪物樂園的招待（半漁人）
- 劇場版 宇宙戰士巴爾迪歐斯（米蘭）
- 怪博士與機器娃娃：Hello！不可思議島（時間滑行、手下、木）

1982年
- 怪博士與機器娃娃：“吼唷唷！”宇宙大冒險（笑彈大王的手下）

1983年
- 福星小子：愛星球之戀（眼鏡兄）
- IQ博士 吼唷唷！世界一周大賽車（手下、史考普）
- 小超人帕門：鳥人來了!!（雜魚）

1984年
- 福星小子2：綺麗夢中人（眼鏡兄[75]）
- 超人洛克（鄔德[76]）
- 怪博士與機器娃娃：吼唷唷！納納巴城的寶藏（手下）
- 哆啦A夢：大雄的魔界大冒險（使者魔）
- 忍者哈特利+小超人帕門：超能力大戰（雜魚、導演）
- 名偵探福爾摩斯（副官）

1985年
- 福星小子3：情侶樂天派（眼鏡兄）
- 劇場版 Gu-Gu甘莫（爸爸、德嘉普）
- 怪博士與機器娃娃：吼唷唷！夢的大都會（摘突詰、老鼠）

1986年
- 福星小子4：鬼姬傳說（眼鏡兄）
- 超級瑪利歐兄弟：碧奇公主救出大作戰！
- 鄰家女孩：沒有背號的王牌投手（上杉信吾）
- 鄰家女孩2：再見的禮物（上杉信吾）
- 劇場版 高校！奇面組（一堂零）
- 劇場版 北斗神拳

1987年
- 鄰家女孩3：在你離開之後（上杉信吾）
- Bug甜心：Megarom少女舞4622（史基爾頓）
- 魯邦三世：風魔一族的陰謀（風見刑事[77]）

1988年
- 福星小子 完結篇（眼鏡兄）
- 超人B：來自黑洞的獨裁者B·B!!（戶坂館尾）
- 劇場版 魁!! 男塾（鬼鬍）
- 龍貓（鋤草男性[78]）
- 七龍珠：摩訶不可思議大冒險（皮拉夫、巴的主人）
- 相聚一刻 完結篇（四谷、惣一郎〈犬〉）

1989年
- 機動警察劇場版（千葉繁）[注 1]
- 七龍珠Z：把我的悟飯還來!!（尼基）

1990年
- 麵包超人：一口村的小飯糰人

1991年
- 福星小子：聖水奇緣（眼鏡兄）
- 神通小精靈：燃燒吧！友情的魔法大戰

1992年
- 鐵拳對鋼拳（反町）

1993年
- 劇場版 怪節佐羅利（魯豬豬、海賊的小孩）
- 機動警察劇場版Ⅱ（柴茂）
- 深海的童話（紅帽）
- 幽☆遊☆白書：夜叉的陰謀（桑原和真）

1994年
- 劇場版 GS美神（卡歐斯博士）
- 幽☆遊☆白書：冥界死鬥篇 炎之絆（桑原和真）
- 亂馬½：超無差別決戰！亂馬隊VS傳說的鳳凰（猿隱佐助）

1995年
- GHOST IN THE SHELL／攻殼機動隊（清掃局員）
- 麵包超人：打倒幽靈船!!（出差錯博士）
- MEMORIES「她的回憶」（青島）

1996年
- APO APO世界 巨人馬場90分鐘的單場勝負（Rusher木村）
- 喀喀喀的鬼太郎 大海獸（鼠男）
- 劇場版 咕嚕咕嚕魔法陣（哈頓）
- 魯邦三世 DEAD OR ALIVE（史潘基[79]）

1997年
- 喀喀喀的鬼太郎 妖怪午夜棒球（鼠男）
- 喀喀喀的鬼太郎 妖怪特快車！魔幻火車（鼠男）

1998年
- 歡迎來到羅德斯島！（巴古納德）

1999年
- 史萊姆冒險記 ～海邊耶，耶～（沃爾夫）
- 微星小超人：大激戰！微星小超人VS最強戰士戈爾貢（科布拉基）
- 劇場版 變形金剛（密卡登）

2000年
- The AURORA 海上極光（傑克·莫拉爾[80]）

2001年
- 哈姆太郎：哈姆哈姆樂園大冒險（學哈姆爺爺）
- 大都會（蘭普[81]）

2002年
- 極速戰警 Nina & Rei Danger Zone（馬克）
- 機動警察迷你版（柴茂）
- ONE PIECE 夢幻足球王！（巴其）

2003年
- Pa-Pa-Pa The☆Movie 小超人帕門（雜魚）

2004年
- 魔法少年賈修：第101個魔物（モップン）
- （雜魚）
- ONE PIECE 目標！海賊棒球王[[[Wikipedia:格式手册/链接#章節|錨點失效]]]（巴其）

2005年
- 魔法少年賈修：機械巴爾漢來襲（Dr.M2）
- 麵包超人：哈比的大冒險（差錯博士）

2007年
- 馬西利特博士 阿巴蕾（手下）

2008年
- 麵包超人：出差出差出差錯博士與細菌細菌細菌人（出差錯博士）

2009年
- 麵包超人：達旦旦和雙子星（出差錯博士）
- 佛陀再誕 -The REBIRTH of BUDDHA（駒山武）

2010年
- 昆蟲物語 孤兒哈奇 ～勇氣的旋律～（文太、兄弟）
- 超劇場版Keroro軍曹5：誕生！究極Keroro奇蹟的時空之島!!（阿古阿古）

2012年
- 名偵探柯南：第11位前鋒（山森慎三[82]）

2013年
- 哆啦A夢：大雄的秘密道具博物館（貝普拉博士）
- 七龍珠Z：神與神（皮拉夫）

2014年
- 宇宙戰艦大和號2199 星巡的方舟（佐渡酒造[83]）
- 哆啦A夢電影：大雄的秘密道具博物館（皮普拉博士）

2015年
- 七龍珠Z：復活的「F」（皮拉夫）

2016年
- 名偵探柯南：純黑的惡夢（朗姆[注 5]）

2018年
- 七龍珠超：布羅利（拉帝茲）

2019年
- ONE PIECE STAMPEDE（巴其[84]）

2023
- 名偵探柯南：黑鐵的魚影（朗姆）

2025年
- 劇場版 我與機器子（機器子〈本格SF動作世界線〉[85]）

### OVA
1985年
- 福星小子 了子的九月茶會（眼鏡兄）
- 裝甲騎兵 最後的紅肩隊（巴尼拉·巴特拉）
- 魔法公主 明琪桃子 夢中輪舞（主持人）

1986年
- 亞邦史克威爾 琥珀的追擊（空手拳五郎）
- 福星小子 I'm THE 小終（眼鏡兄）
- 戰區88（ショウイチロー·イトー）
- 裝甲騎兵 大決戰（巴尼拉·巴特拉）
- 無限地帶23 PART II 告訴我你·的·秘·密（ライトニング）
- 火焰之旅（捨吉）

1987年
- Good Morning 艾爾媞亞（詹寧斯）
- 曙光Q 迷宮物件 FILE538（收音機的聲音）
- 破邪大星彈劾凰（吉爾·伯格）
- LILY-C.A.T.（瓦特·泰勒）

1988年
- 福星小子 生氣吧！冰砂（眼鏡兄）
- 機動警察（斯波繁夫）[注 1]
- TOKYO VICE（坂本宗一）
- DOMINION（眼鏡）
- 暴力傑克 地獄街（須藤）

1989年
- 福星小子 捉住那顆心（眼鏡兄）
- 搞怪刑事
- 爆走賽車場浪漫 TWIN
- （田嶋鐵）

1990年
- 美味大挑戰 爸爸是究極的主廚（西方謙三）
- 戰國武將列傳 爆風童子必殺人（名古屋兵衛）
- 永井豪的Q版世界（下集預告旁白）
- 高校太保（菊永淳一、高木）
- 綠山高校 甲子園篇（二階堂定春）

1991年
- 銀河英雄傳說（E.J.麥肯齊）

1992年
- 間之楔（盧克）
- 亞馬尻一家（惡馬尻五門）
- 湘南爆走族 赤星傳說（小野郡司）
- BASTARD!! -暗黑的破壞神-（戴·阿蒙）

1993年
- Genocyber 虛界之魔獸（蘭德耐克）
- 銃夢（貝克托）
- 特搜戰車隊DOMINION（眼鏡）
- BAD BOYS 搞怪少年（杉本博和）
- 亂馬½ 天道家混亂的聖誕節（猿隱佐助）

1994年
- 間之楔 -完結篇-（盧克）
- I·R·I·A ZEIRAM THE ANIMATION（富士九郎）
- 閃耀的御宅星座（熱血）
- 嬌娃夏生的危機（大剛鐵男）
- （預告旁白、夢娜）
- 最終幻想（巴爾卡斯）
- 火星（辛恩）
- 亂馬½ SPECIAL 甦醒的記憶（廣播、青年團B）

1995年
- 別認輸了！魔劍道（馬多博士）
- 魔物獵人妖子²（千明）
- 無責任艦長（工作員A）
- YAMATO2520（スピード）
- 亂馬½ SUPER 破戀洞的詛咒！吾愛永存（猿隱佐助）

1996年
- 超人力霸王超鬥士激傳（王牌殺手／王牌殺手R／王牌殺手S、卡內貢）
- 斬鬼者覺悟（錢形老師、戰術鬼總領導人·血髑郎）
- 元祖 爆走獵人（歐尼恩·葛雷瑟）
- Tattoon★Master（日比野火火雄的父親）
- 電光快車俠（黑魔頭）

1997年
- 企業戰士YAMAZAKI（山崎宅郎）

1998年
- 教科書沒教的事（組長）
- 史萊姆冒險記（吳爾夫）
- 危險調查員（莫里斯）

1999年
- 櫻花大戰 轟華絢爛（千葉助）
- 宇宙海盜哈洛克傳奇 尼伯龍根的指環（亞特蘭副長）

2004年
- 小魔女DoReMi 童年秘密篇（吉田一也的父親）
- 先行者 THE MOVIE（MONA）

2009年
- 聖鬥士星矢 THE LOST CANVAS 冥王神話（旁白）
- 珍遊記 -太郎與愉快的朋友們-（玄奘的師父、旁白）

2010年
- 裝甲騎兵 幻影篇（巴尼拉·巴特拉）
- ONE PIECE FILM STRONG WORLD EPISODE:0（巴其、烏普·史拉布）

2012年
- SPY PENGUIN（杜克）
- 危險爺爺邪（校長[86]、半·分太君的爺爺）

2016年
- OVERLORD（塞巴斯·強）

2018年
- 幽☆遊☆白書「是成是敗」（桑原和真）

### 網路動畫
2015年
- NINJA SLAYER忍者殺手（[87]）

2016年
- 彼岸島X（宮本明、師傅 等[注 6]）

2017年
- 巨人露娜 ～萬年的秘密～

2024年
- 吉利蛋、狩獵以及捉迷藏（玻斯里[88]）
- BEASTARS FINAL SEASON（戈夏[89]）
- 到哪裡都牧場王（忠兵衛[90]）

### 遊戲
1988年
- 仙魔大戰大事界（旁白）

1990年
- 迷宮的艾爾芬內（魯賓遜）

1991年
- （頭目複數）
- 亂馬½ 囚禁的新娘（小太刀的隨扈）

1992年
- 改造町人零3
- 天外魔境II 卍MARU（曼托2、菊五郎）
- BABEL（巴哈魯）[注 7]

1993年
- VainDream（使魔拉特里）
- 天外魔境 風雲歌舞伎傳（曼托R）
- 幽☆遊☆白書 闇勝負!! 暗黑武術會（桑原和真）
- 幽☆遊☆白書（桑原和真）

1994年
- 阿爾納姆之牙 獸族十二神徒傳說（夏科）
- 福星小子 ～Dear My Friend～（眼鏡兄）
- VR快打2（劉成）
- 魔法氣泡CD（史基爾頓-T）
- 寶魔獵人萊姆
- 啵咕物語[注 8]
- 幽☆遊☆白書2 格鬥之章（桑原和真）
- 幽☆遊☆白書 魔強統一戰（桑原和真）
- 幽☆遊☆白書 特別篇（桑原和真）
- 幽☆遊☆白書（桑原和真）[注 9]

1995年
- 歌舞伎 一刀涼談（X、菊五郎）
- 空想科學世界（グルーチョ·ムーチョ）[注 10]
- 遊戲天國（山田）
- SOLID FORCE（李飛、韮崎新一）[注 7]
- 天外魔境 真傳（曼托A）
- 天外魔境 電腦絡繰格鬥傳（菊五郎）
- 同級生（間太郎）
- （浣熊）
- 幽☆遊☆白書FINAL ～魔界最強列傳～（桑原和真）

1996年
- TIZ -Tokyo Insect Zoo-（良的父親）
- VR快打3（劉成）
- （源二、旁白）
- 魔法氣泡CD通（史基爾頓-T）

1997年
- 阿爾納姆之翼 在燒塵之空的彼方（夏科）
- ELFIN PARADISE（妖精王）[注 11]
- 九龍風水傳（玄機）
- 咯咯咯的鬼太郎（鼠男）[注 12]
- Stand By Say You！（千葉繁）[注 13]
- 天外魔境 第四默示錄（曼托）
- VR快打3 tb（劉成）
- 神奇物語 ～四種封印～（基爾）
- 桃太郎道中記（猿川）
- 遊戲日本史 革命兒 織田信長

1998年
- 火星物語（佐助、波奇、塔洛波）
- 櫻花大戰2 ～願君平安～（千葉助）
- 裝甲騎兵波德姆茲 烏度·古孟篇（巴尼拉·巴特拉）
- 勇敢的劍士 武藏傳（波爾德、福瑞斯）
- 炸彈人大戰
- 炸彈人世界
- 悠久幻想曲 ensemble（馬歇爾）

1999年
- 亞蘭多拉2 魔進化之謎
- Syphon filter
- 變異金屬百變金剛（密卡登）
- 變異金屬百變金剛 激戰！GANGAN BATTLE（密卡登）
- 悠久幻想曲 ensemble2（馬歇爾）

2000年
- 機動警察 ～GAME EDITION～（千葉繁）[注 1]
- 北斗神拳 世紀末救世主傳說（旁白）
- 去考駕照吧！（淵澤榮吉）

2001年
- Simple角色2000系列 Vol.5 高校！奇面組 THE 氣墊球（一堂零）[注 12]
- VR快打4（劉成）
- ONE PIECE 偉大航路之爭！（巴其）
- From TV animation ONE PIECE 飛吧海賊團！（巴其）

2002年
- 超級機器人大戰IMPACT（基爾·巴庫）
- 蜘蛛人（旁白）
- VR快打4 Evolution（劉成）
- ONE PIECE 偉大航路之爭！2（巴其）
- From TV animation ONE PIECE 寶藏之戰！（巴其）

2003年
- 集合!! 壞利歐工坊（旁白）
- INTERLUDE（大將）
- 七龍珠Z（拉帝茲）
- From TV animation ONE PIECE 大航海夢想！（巴其）
- 壞利歐工坊（旁白）
- ONE PIECE 偉大航路之爭！3（巴其、烏普·史拉布）

2004年
- 金肉人 新世代英雄（金肉中）
- 魔法少年賈修 激鬥！最強的魔物們（貝爾基姆·E·O）
- 魔法少年賈修 友情搭檔作戰2（貝爾基姆·E·O）
- 闇影之心II（葛藍·迦馬）
- 數碼寶貝格鬥編年史（迪亞波羅獸）
- 七龍珠Z2（拉帝茲）
- VR快打4 Final Tuned（劉成）
- 轉轉壞利歐工坊（旁白）
- ONE PIECE Land Land！（巴其）

2005年
- 魁!! 男塾（卍丸）
- 縱橫諜海：Pandora Tomorrow（諾曼·索斯）
- 天外魔境III NAMIDA（曼托）
- 七龍珠Z3（拉帝茲）
- 七龍珠Z Sparking！（拉帝茲）
- BALDR FORCE EXE（元霸）
- 幽☆遊☆白書FOREVER（桑原和真）
- ONE PIECE 偉大航路之爭！RUSH（巴其）
- ONE PIECE 海盜嘉年華（巴其）

2006年
- 金肉人 肌肉大獎賽MAX（金肉中）
- 走投無路危險爺爺DS ～危險大騷動～（校長）
- 天外魔境ZIRIA ～遙遠的日本國～（曼托）
- 七龍珠Z Sparking！NEO（拉帝茲、卡里克二世、比拉夫[注 14]）
- VR快打5（劉成）

2007年
- 秘境探險：黃金城秘寶（維特·沙利文）
- THE BATTLE OF 幽☆遊☆白書 ～死鬥！暗黑武術會～ 120%（桑原和真）
- 七龍珠Z 遙遠的悟空傳說（拉帝茲）
- 七龍珠Z Sparking！METEOR（拉帝茲、卡里克二世、比拉夫）
- BLEACH ～刀刃戰士2nd～（ジャッジ）

2008年
- 金肉人 肌肉大獎賽2 特大碗（金肉中）
- 最終幻想 紛爭（凱夫卡·帕拉佐）
- 交響曲傳奇 -拉塔特斯克的騎士-（艾巴）
- 七龍珠Z 無限世界（拉帝茲）
- 七龍珠DS（比拉夫）
- 七龍珠Z 爆發極限（拉帝茲）
- VR快打5 R（劉成）
- ONE PIECE 無限巡航 SP Episode:1 -樹林島和溪谷島的冒險-（巴其）

2009年
- 道具探索家 ～我們的科學跟魔法間之關係～（提姆·克拉斯特）
- 秘境探險2：盜亦有道（維特·沙利文）
- 超級機器人大戰NEO（扎姆巴）
- 劍魂 Broken Destiny（羅德·吉歐·丹皮耶）
- 最終幻想 紛爭 Universal Tuning（凱夫卡·帕拉佐、日語版戰鬥聲音）
- 七龍珠 天下第一大冒險（比拉夫）
- 七龍珠 迅猛炸裂（拉帝茲）
- 七龍珠改 賽亞人來襲（拉帝茲）
- 我的暑假4 瀨戶內少年偵探團「我與秘密地圖」（吉田商店〈吉田久作〉）
- ONE PIECE ONEPY B MATCH（巴其）

2010年
- 永恆的盡頭（蓋爾希）
- 蠟筆小新：呆呆忍者傳前進吧！春日部忍者隊！（老子影茂丸）
- 查克與歐布拉 幻影的遊樂園（吉諾）
- 七龍珠 搭檔對決（拉帝茲）
- 七龍珠究極任務（拉帝茲、利奇）
- 七龍珠 迅猛炸裂2（拉帝茲）
- 七龍珠DS2 突擊！紅緞帶軍（比拉夫）
- ONE PIECE 大決戰！（巴其）

2011年
- 秘境探險3：德瑞克的騙局（維特·沙利文）
- 秘境探險：黃金深淵（維特·沙利文）
- 最終幻想 紛爭012（凱夫卡·帕拉佐）
- 七龍珠 終極炸裂（拉帝茲、孫悟飯〈爺爺〉）
- 最終幻想 零式（學術局局長）
- 魔人與失落的王國（老鼠）
- ONE PIECE 無限巡航 SP（巴其）
- ONE PIECE 大決戰！2 新世界（巴其）

2012年
- DEMONS' SCORE（貝里亞[91]）
- 天才爺爺與千位朋友（校長）
- ONE PIECE 海賊無雙（巴其）
- ONE PIECE ROMANCE DAWN 冒險的黎明（巴其）

2013年
- 假面騎士大亂鬥 GANBARIDE（〈配音〉）
- JoJo的奇妙冒險 全明星大亂鬥（伊奇[92]）[注 15]
- 超級戰隊對決Dice-O DX（特急者各種電子音）
- 超級機器人大戰Operation Extend（斯波繁夫、巴尼拉·巴特拉）
- 時空幻境 交響曲傳奇 同音包（阿爾巴）
- 哆啦A夢：大雄的秘密道具博物館（貝普拉博士）
- PlayStation全明星大亂鬥（維特·沙利文）
- ONE PIECE 無限世界 赤紅（巴其）
- ONE PIECE 海賊無雙2（巴其[93]）

2014年
- CV ～CASTING VOICE～（道場崇[94]）
- 魁!! 男塾 ～日本啊，這才是男子漢！～（卍丸[95]）
- 女友伴身邊（惡部長[96]、惡男[97]、惡吉他男[98]、惡華道男[99]）
- 碧藍幻想／Re:LINK（2014～2022，尤達赫拉爾[100]、F.A.N.G[101]）2作品[102]
- 超級戰隊對決Dice-O EX（強龍者各種道具聲音）
- 烙印勇士 ～快進擊！怒濤的傭兵團～（華阿爾德[103]）
- ONE PIECE 超級偉大航路之爭X（巴其）
- ONE PIECE KINGS（巴其）

2015年
- 七龍珠 異戰（拉帝茲）
- 七龍珠Z 超究極武鬥傳（拉帝茲、比拉夫機器、孫悟飯〈爺爺〉、卡里克Jr.）
- ONE PIECE 海賊無雙3（巴其）

2016年
- 神秘海域4：盗賊末路（維特·沙利文[104]）
- GUILTY GEAR Xrd -REVELATOR-（Robo-Ky）
- 快打旋風V（方）
- 七龍珠 異戰2（拉帝茲）
- 七龍珠融合（拉帝茲、比拉夫）
- Final Fantasy 世界（仙人掌車掌[105]）

2017年
- 骰動人生好運道 DQ&FF 30th ANNIVERSARY（凱夫卡·帕拉佐[106]）
- 異度神劍2（／青龍）
- 仁王（松永久秀）
- 數碼寶貝物語 網路偵探 駭客追憶（鬥牛士獸）

2018年
- Dissidia Final Fantasy NT（凱夫卡·帕拉佐[107]）
- 銀魂亂舞（六轉舞藏）
- 星之卡比 新星同盟（海內司）
- 超級機器人大戰X（死神）
- 七龍珠 激戰傳說（拉帝茲）
- 幽☆遊☆白書 100％認真戰鬥（桑原和真）
- Marvel's SPIDER-MAN（「米克」的料理人〈史丹·李〉）
- 異度神劍2 黃金之國伊拉（青龍）

2019年
- 王國之心III（維克森）
- MASS FOR THE DEAD（塞巴斯·蒂安[108]）
- 超級七龍珠群雄 世界任務（拉帝茲、比拉夫機器、利奇）
- 超級卡比獵人隊
- 北斗神拳 LEGENDS ReVIVE（旁白[109]）
- 勇者鬥惡龍XI 尋覓逝去的時光 S（薩瑪迪王[110]、·邪）

2020年
- 七龍珠Z 卡卡洛特（拉帝茲、比拉夫）
- 七龍珠 激戰傳說（拉帝茲、比拉夫）
- SHOW BY ROCK!! Fes A Live（老闆）
- 仁王2（松永久秀[111]）
- 最終幻想VII 重製版（寶條[112]）
- 幻想大陸戰記：盧納基亞傳說（巴薩羅夫[113]）
- 對馬戰鬼（石川）
- 迷失方舟（[114]）
- 言靈戰士（桑原和真）

2022年
- Fate/Grand Order（张角）

### 廣播劇CD
- 妖魔同鄰足洗邸。（味野娛樂）
- CD Penalty III（城之崎翔）
- Q弟偵探因幡（首領范倫鐵諾）
- 集英社卡式錄音帶漫畫系列 花之慶次 -北斗遊俠-（捨丸）
- 集英社卡式錄音帶書 JoJo的奇妙冒険險 第2巻 阿布德爾之死之卷（J·凱爾）
- 快打旋風II 春麗飛翔傳說（李妖狗）
- 快打旋風II 復仇的戰士（李妖狗）
- 快打旋風II 魔人的肖像（李妖狗）
- 聲優戰隊VoiceStorm7（妄想獸、旁白）[注 16][115]
- 數碼寶貝大冒險02 石田大和 手紙 -Letter-（サーファー、冰屋老爹）
- （和風曲藝）
- 無職轉生 ～到了異世界就拿出真本事～ 轉移迷宮篇（基斯·奴卡迪亞[116]）
- CD Vol.1 夏目（四太夫）

### 廣播劇
- 外道女王（博士）

### 外語配音

#### 演員
查理·卓別林
- 療養（英语：The Cure (1917 film)）（從療養院來的酒精中毒男子）※Star Channel版。
- 凡爾杜先生（Henri Verdoux）※BD版。
- 查理·卓別林之溜冰場（英语：The Rink (film)）（Waiter）※2014年Star Channel首播版。

麥可·溫斯婁
- 警察學校系列（拉維爾·瓊斯）※影碟版。
  - 警察學校5：邁阿密之旅（英语：Police Academy 5: Assignment Miami Beach）
  - 警察學校6：解救圍城（英语：Police Academy 6: City Under Siege）
  - 警察學校7：進軍莫斯科（英语：Police Academy: Mission to Moscow）

#### 電影
- 飛離航道（英语：Air America (film)）（Billy Covington〈小勞勃·道尼〉）※影碟版。
- 美國風情畫（Bob Falfa〈哈里森·福特〉）※TBS版。
- 攻擊13號警局（Chaney〈Henry Brandon〉）
- Bingo（英语：Bingo (1991 film)）（Eli Smith）
- 伊渥克大冒險（英语：Caravan of Courage: An Ewok Adventure）（Flitwick）※VHS版。
- 超世紀封神榜（預言家Prokopion〈盧克·崔德威〉）※朝日電視台版。
- 夜魔水晶（英语：The Dark Crystal）（skek族科學家〈Steve Whitmire〉）※BD版。
- 生人末日（英语：Day of the Dead (1985 film)）（William "Bill" McDermott〈Jarlath Conroy〉[117]）※BD版。
- 猛龍怪客2（Punkcut〈E. Lamont Johnson〉）※日本電視台版。
- 蝗蟲之日（英语：The Day of the Locust (film)）（Miguel〈Pepe Serna〉）
- 現代豪俠傳（金先生〈黃秋生〉）
- 迷你特工隊（老孫〈孫越〉）※DVD版。
- 摩登原始人（英语：The Flintstones (film)）（錄音鳥）
- 夜霧殺機（Dick Baxter〈James Canning〉）※影碟版。
- 超鼠特攻（Leonard Saber〈比·乃爾〉）
- 魔鬼剋星2（Janosz Poha博士〈Peter MacNicol〉）※影碟版。
- 油脂（Putzie〈Kelly Ward〉）※日本電視台版。
- 鐵甲無敵瑪利亞（卷毛〈岑建勳〉）
- 魔宮傳奇（Wu Han〈David Yip〉）※日本電視台版。
- 驚異大奇航（英语：Innerspace） ※影碟版。
- 詹姆士·龐德系列
  - 詹姆士·龐德：勇破黑魔黨（計程車司機）※TBS舊錄製版。
  - 詹姆士·龐德：勇破雪山堡（約瑟夫）※TBS版。
- 殺手蕃茄在法國！（英语：Killer Tomatoes Eat France）（佐爾坦）
- 不夜天 (1987年電影)（顏）
- 功夫（地缺〈馮克安〉）
- 同居牢友（英语：Let's Go to Prison）（Nelson Biederman IV〈威爾·阿奈特〉）
- 瘋狂麥斯：憤怒道（武器將軍〈Richard Carter〉）
- 天龍戰警（Nesta）※朝日電視台版。
- 保姆先生（英语：Mr. Nanny）（Tommy Thanatos〈David Johansen〉）
- 地球之夜（英语：Night on Earth）（乘客）
- 法外出擊（英语：Out For Justice）（Vinnie Madano〈Anthony DeSando〉）※朝日電視台版。
- 環太平洋（Tendo Choi〈小克利夫頓·柯林斯〉[118]）
- 比得兔（JW Rooster II 〈森·尼爾〉[119]）
- A計劃（齊總監〈關海山〉）※WOWOW版。
- 電台謀殺案（英语：Radioland Murders）（Zoltan〈克里斯托弗·勞埃德〉）
- 菜鳥大反攻3（英语：Revenge of the Nerds III: The Next Generation）（Dudley "Booger" Dawson〈Curtis Armstrong〉）
- 戰地軍魂（英语：Stalag 17）（Harry Shapiro〈Harvey Lembeck〉）※富士電視台再錄製版。
- 星際大戰系列
  - 星際大戰4：曙光乍現（Greed、魏吉·安地列斯〈Denis Lawson〉）※劇院公映版。
  - 星際大戰5：帝國大反擊（Webge Antilles〈Denis Lawson〉）※劇院公映版。
  - 魔星傳奇（威奇特·威斯特里·沃里克（英语：Wicket W. Warrick）〈Warwick Davis〉）※劇院公映版。
- 超級瑪利歐兄弟：魔界帝國的女神（Spike〈Richard Edson〉）※影碟版。
- 計程車司機（黑人強盜）※TBS版。
- 3D劍客聯盟：雲端之戰（紅衣主教黎塞留〈克里斯托弗·瓦爾兹〉）※朝日電視台版。
- 笑破鐵幕（英语：Top Secret!）（Nigel "The Torch"〈Lucy Gutteridge〉）※朝日電視台版。
- 吸血鬼了沒（Daro〈鄭肯〉）
- 白熱（英语：White Lightning (1973 film)）（實況）
- 幽靈賽車手（英语：The Wraith）（Skank〈David Sherrill〉）※朝日電視台版。

#### 電視影集
- 危險5人組（英语：Danger 5）（皮埃爾〈艾多·米戈農〉[120]）
- 心計
- 北與南（英语：North and South (miniseries)）（普里阿摩斯）
- 在空中（英语：On the Air (TV series)）（瓦爾賈·戈奇克奇〈大衛·蘭德（英语：David Lander）〉）
- 大榔頭
- 超能殯儀館（英语：Superstition (TV series)）（艾薩克·黑斯廷斯〈馬力歐·范畢柏斯〉）
- X檔案（路德·李·博格斯〈布拉德·道里夫〉、霍頓警長）※影碟版。

#### 動畫
- 救難小福星（Meps）※新日語配音版。
- The Dick Tracy Show（英语：The Dick Tracy Show）（Joe Yamada警部）
- 迪士尼米老鼠群星會（英语：Disney's House of Mouse）（Doctor）
- 森林戰士（Professor Radcliffe〈傑森·蘇戴西斯〉）
- 魔鬼剋星 (1986年電視動畫)（彼得·威克曼）
- 大力士（英语：Hercules (1998 TV series)）（克利翁）
- 彭彭丁滿歷險記（Fred）
- 彩虹小馬：友情就是魔法（Discord）
- （Johnny）
- 長襪子皮皮 (1997年版)（Bloom）
- 辛普森一家（Herman Hermann〈初代〉、弗林克教授〈初代〉、惡魔）
- 忍者龜 (1987年東京電視台版)（波利多利亞博士）
- 變形金剛系列
  - 變形金剛：重機械系列[注 17]（破壞大帝密卡登）
  - 變形金剛（破壞大帝密卡登）
  - 變形金剛 (第2季)（破壞大帝密卡登／破壞大帝金屬龍密卡登）
  - 超級百變金剛（破壞大帝密卡登）
  - 劇場版 超級百變金剛（破壞大帝金屬密卡登）
  - 超級百變金剛：柯博文大變身！（破壞大帝金屬密卡登）
  - 變形金剛：地球火種（密卡登）
- X戰警 (1994年電視動畫)（Beast）
- 時空冒險記（Zome03）

### 特攝影集
1972年
- 緊急指令10-4 10-10（男C〈第21話〉、五味配下之男〈第23話〉）
- 鏡子超人（インベーダー）

1973年
- 火炎人（星人〈第10話〉）
- 風雲獅子丸（地虫忍者）
- 魔人獵人御劍

1978年
- 恐龍戰隊克塞頓（時空管理局研究員）

1980年
- 星星艦隊（的聲音）

1983年
- 安德魯超戰士（星人·的配音、的聲音）

1989年
- 假面騎士BLACK RX（太陽學習塾講師〈第23話〉）

1991年
- （御宅惡魔的聲音）

1992年
- 唱歌吧！大龍宮城（邪惡麵類的聲音）

1993年
- 五星戰隊大連者（歌舞伎小僧的聲音）
- 言出必行三姐妹（自動販賣機的聲音）

1994年
- 忍者戰隊隱連者（的聲音）

1995年
- 重甲B-Fighter（的聲音）
- 劇場版 重甲B-Fighter（的聲音）
- 人造人間電腦黑魔（安迪的聲音）

1997年
- 鐵甲小寶（的聲音）
- B-Robo Kabutack 聖誕夜大決戰!!（的聲音）

2000年
- 鐵甲機三日月（博士的聲音）

2009年
- 手機搜查官7（上海亭父親的聲音）

2011年
- 海賊戰隊豪快者（的聲音）

2012年
- 海賊戰隊豪快者VS宇宙刑事卡邦 THE MOVIE（的聲音）

2013年
- 獸電戰隊強龍者（旁白、強龍者各種道具聲音[121]、韋歇德博士[122]／的配音）
  - 劇場版 獸電戰隊強龍者 GABURINCHO OF MUSIC（強龍者各種道具聲音）
- 特命戰隊Go Busters VS 海賊戰隊豪快者 THE MOVIE（的聲音）

2014年
- 歸來的獸電戰隊強龍者 100 YEARS AFTER（旁白、強龍者各種道具聲音）
- 獸電戰隊強龍者 VS Go Busters 恐龍大決戰！再見永遠的朋友啊（強龍者各種道具聲音）

2015年
- 超人力霸王X（貴島隼人父親的聲音）
- 烈車戰隊特急者 VS 強龍者 THE MOVIE（強龍者各種道具聲音）

2017年
- 獸電戰隊強龍者BRAVE（旁白[123]）

### 廣播節目
- 千葉繁的Spiral World（TOKYO FM、JFN系）
- （FM N1）
- 廣井王子的Multi天國（文化放送）
- 瑪奇聲音劇場（電擊Online）－潘
- 東京REMIX族（單元旁白）

### CD、DVD
- ARIA（郵局老爹）
- 今賀瞬Burstman -愛的歌曲書 Vol.1
- INFERIUS惑星戰史外傳 CONDITION GREEN（爵士·塔米根）
- 和媽媽一起「Goo Choco Lantan」（的配音）
- GS美神 極樂大作戰!! 各作品（卡歐斯博士）
- 子安、冰上Presents 西遊記 碧之卷（旁白、村長）
- 上海妖魔鬼怪（旺蒲）
- STRANGE+ THE DRAMA CD（旁白+α）
- STRANGE+ THE DRAMA CD2「DEEP SEEKER」（狗堂、旁白）
- 瀨戶的花嫁（泉）
- 數碼寶貝大冒險02 石田大和 手紙 -Letter-（サーファー、冰屋老爹）
- CD劇場 勇者鬥惡龍（巴茲茲）
- BASARA外傳TATARA（那智）
- FANTASTIC EXPLOSION 2（旁白）
- V Jumpranet 史上最大歌合戰（暗黑大魔王馬西里特）
- 蓬萊學園的初戀！ 形象廣播劇CD（香田忍）
- NHK教育大集合 大皮（千葉繁&）
- 悠久幻想曲2nd Album廣播劇CD vol.1,ensemble廣播劇CD vol.1（馬歇爾）
- 浪漫倶樂部（綾小路宇土）
- RIP SLYME ORCHESTRA ＋PLUS DISC-1 「雜念娛樂」
- dream power -翼者-（A·G·A·S）[注 18]
- CD Vol.1「夏目」（四太夫）

### 旁白
- 日本整人大賞（標題與副標題部分）
- 我們雹子不來到族（第4代片頭）
- 藝能界特技王決定戰 TEPPEN
- GOLDEN SLOT（旁白）
- 直到世界的盡頭 ItteQ！（「世界達人列傳特輯」）
- （大魔王馬西利特、怪叔叔 等）
- 小知識之泉（2006年8月30日播出，後半的影之旁白）
  - 「武器」（2004年6月16日）
- 2（2010年）
- 毒舌糾察隊（2013年1月31日播出的「北斗神拳藝人」下集預告旁白）
- ／·番外編／劇場版（2013年，DVD、電影作品旁白）
- 偶像大師 百萬人演唱會！ 白金之星 LIVE 第3季 PV（旁白）
- （旁白，2015年2月19日起擔任）
- （NHK-BS1，旁白）
- 必拍錄影帶!! 主角就是你（朝日電視台，旁白）
- 問答RPG 魔法使與黑貓維茲（2017年，與北斗神拳合作活動的旁白）

### 電視劇
NHK
- 大河劇
  - 勝海舟（1974年）
  - 元祿太平記（1975年）－小者
  - 風雲與彩虹（1976年）－百姓青年
  - 燃草（1979年）－郎黨
  - 山頂的群像（1982年）－村人
- 日本巖窟王（1979年） - 松造
- 宛如阿修羅 第2話Part.2（1980年）－壽司屋外送員
- 純情閃耀（2006年）

TBS
- Goodbye, Mama（1976年）－投幣式洗衣店常客
- 第23回（1981年）－米屋店員
- （1992年 - 1993年）

日本電視台
- 新五捕物帳 第3話「江戶之花 夢之初戀」（1977年） - 船頭定吉
- 週二懸疑劇場「松本清張的霧之旗」（1983年）
- SEXY VOICE AND ROBO（2007年）－老師

其它電視台
- 大江戶搜查網（1972年－1973年，東京12頻道）－過場場面出現的忍者
- 特別機動搜査隊（NET）
  - 第632話「赤魔女」（1973年）－印刷工
  - 第640話「闇」（1974年）－B
- 白色巨塔（1978年－1979年，富士電視台）－丸高商店店員

### 網路劇場
- ＃只有聲音是天使（2018年1月29日，AbemaTV）－聲音不錯的人（男性校工）

### 電影
- 110番 悶（1978年）－童貞君
- 宇能鴻一郎濡開（1979年）－竹本
- 紅色眼鏡/The Red Spectacles（1987年）－都都目紅一
- 帝都物語（1988年） - 声の出演
- 刻耳柏洛斯 -地獄的守門犬-（1991年）－都督目紅一
- Talking Head（1992年）－演出家
- 東京隊長（2007年）－旁白
- 魁!! 男塾（2008年）－旁白
- （2009年）－旁白
- 28 1/2 妄想的巨人（2010年）－本人
- 神☆Voice（2011年）－五十嵐校長
- THE NEXT GENERATION -PATLABOR-（2014年）－柴茂

### 舞台
- 櫻花大戰歌謠秀
- Burstman公演作品（出演、演出）
- La Moon主辦 四谷於岩稻荷田宮神社勸進奉納舞台「Nazorae屋」系列（坂東巖齋）
  - Nazorae屋 ～奇巡四谷怪談～（2009年9月18日－20日、築地本願寺Buddhist Hall）
  - Nazorae屋 ～不可思議底七歌～（2011年4月1日－3日、吉祥寺 前進座劇場）
  - Nazorae屋 外傳第二彈「殘憧 ～雪中紅螢～」「殘笑 ～嗚呼青春的接吻道～」（2011年11月25日－27日，戶野廣浩司紀念劇場）
- 「超鋼祈願 —新脅威—」（2013年7月11日－7月15日，笹塚Factory）
- 北斗神拳 -世紀末雜魚傳說-（2017年9月6日－10日，Theatre G-Rosso）－聲音出演[124]

### 幼教、綜藝節目
- 天才兒童MAX系列（てっちゃん、TK[注 19]）
- 轉學生MAO（旁白）
- 推理館（伯爵）
- 鬼怪公司（警察官、易者）
- 2004年度連續劇（奇蹟老爹）
- 新優克迪爾物語（∞〈無限〉）
- 算數汪汪（2014年－現在，卡茲拉的配音）

### 廣告
1987年
- 紀文食品 魚河岸炸食（旁白）

1989年
- 萬代 SD鋼彈 扭蛋大戰（旁白）

1992年
- 萬普 （旁白）

2003年
- 任天堂 壞利歐工坊（旁白）
- 任天堂 集合!! 壞利歐工坊（旁白）

2004年
- 任天堂 轉轉壞利歐工坊（旁白）
- 樂敦製藥 RESUPA（ReReRe老爹的配音）

2007年
- RECRUIT TOWNWORK社員（東海版）（旁白）
- 用（旁白）

2008年
- 每日放送週六6時→週日下午5時移動告知（旁白）

2009年
- 鴨川荷爾摩（特報、預告片旁白）
- 麥當勞 快樂兒童餐（旁白）

2010年
- Sega 黑豹 人中之龍新章（旁白）

2011年
- 萬代南夢宮遊戲 THE IDOLM@STER 2 (PS3) #1「編」（旁白）

2013年
- AEON（旁白）
- 藏壽司（旁白）
- 單板滑雪天國（旁白）

2014年
- 偉大的咻啦啦砰（預告片旁白）[125]
- 迪亞哥日本 北斗神拳 DVD精選（旁白）
- 海克力斯（特報、預告片旁白）

2015年
- SHOP JAPAN運動用品 Wonder Core（ReReRe老爹、本官先生的配音）
- PACHINKO HAII-D'STATION（電台廣告旁白）

2016年
- Dido

2017年
- 神戶物產 業務SUPER（旁白）

### 動態漫畫
2013年
- 聲優戰隊VoiceStorm7（妄想獸、旁白[126]）

### 角子機、柏青哥
- Sammy
  - 「北斗神拳」「北斗神拳SE（Special Edition）」「北斗神拳2 亂世霸王傳 天霸之章」「角子機北斗神拳 世紀末救世主傳說」（角子機。遊戲中特效訊息、旁白）
  - 「CR北斗神拳 傳承」「CR北斗神拳 強敵」（柏青哥。遊戲中特效訊息、旁白）
  - 「柏青哥CR北斗神拳 拉歐Ver、泉四郎Ver、尤莉亞Ver」（柏青哥。遊戲中特效訊息、旁白）
  - 「角子機裝甲騎兵」（角子機。遊戲中特效訊息、巴尼拉·巴特拉）

- 大一商會
  - 「CR天才老爹」「CR天才老爹2」「CR天才老爹 因為是我41歲的春天」（柏青哥。ReReRe老爹、本官先生）
  - 「CR交給ReReRe我吧！」「CR新交給ReReRe我吧！」「CRA更多！交給ReReRe我吧！」（柏青哥。ReReRe老爹、本官先生）

- 大都技研
  - 「押忍！番長」（角子機。旁白）
  - 「秘寶傳」（角子機。遊戲中特效訊息、主人翁里昂的父親）

- 豐丸產業
  - 「CR江頭2:50」（柏青哥。旁白）
  - 「CR魔神英雄傳」（柏青哥。死神）

- 山佐
  - 金肉人 金肉星王位爭奪篇（角子機。遊戲中特效訊息、中野先生〈中野和雄〉、金肉將軍人〈初代〉）

- SNK Playmore
  - 「KOF3」（角子機。遊戲中特效訊息）

### 其它
- 毒舌糾察隊「北斗神拳」特輯（預告旁白）
- NHK教育 兒童布偶劇場
  - （農民）
  - 「紳士與人妖」（人妖）
- 和媽媽一起（的配音）
  - 巧克力島
- Aiueo（青蛙王子[注 20]，1998年）
- 算數汪汪（卡茲拉的配音）
- （梅仙人）
- 校園革命！（2009年6月28日播出集數嘉賓）
- 直到世界的盡頭 ItteQ！（「世界超人大集合特輯」標題配音）
- Production I.G特別節目（主持人）
- PC-FX遊戲Voice Paradise（企劃、編劇、配音出演）
- MMORPG瑪奇（個別指導動畫的潘）
- Amazing Adventures of Spider-Man The RIDE（暴魔（英语：Hobgoblin (comics)））
- Best MOTORing 旁白
- 東京迪士尼海洋遊樂設施『神燈劇場』（的）
- 週五百萬TV 世界咯咯咯的咯（鼠男）
- 深夜秘寶館（1987年4－9月，富士電視台）（「Dr.」的皮套演員語配音）
- 超人力霸王情報局2009年8月號（電視動畫《The☆超人力霸王》猴子配音員身份擔任節目嘉賓，2009年7月21日起播出1個月，CS家庭劇場）
- （飾演角色不明）
- 月刊漫畫電視 連續劇場（2010年，BS11，在節目中飾演角色炎尾燃、同時兼任作品主題歌主歌）
- （新田〈The END爺〉[注 21]）
- 即興動畫研究所（第9回嘉賓、並飾演學園長）
- 角子機金肉人 金肉星王位爭奪篇PV（中野先生〈中野和雄〉）
- 堀江由衣IV ～ 3013～（船長）
- 趣味心跳！「一聲入魂！動畫聲優塾」（2015年，NHK教育）－第3回講師
- 時裝島村創業祭2015（店內廣播）
- （飾演古代魔導師）

## 音響監督
※作品名稱後面未標示說明音響監督參加作品。

### 電視動畫
1991年
- 快樂的嚕嚕米一家 冒險日記[注 22]
- 人魚公主 瑪莉娜的冒險

1995年
- 熊之噗太郎

1997年
- 學級王山崎
- 靈異獵人

1998年
- 乖小孩[127]

1999年
- 仙界傳 封神演義

2000年
- 外星人田中太郎

2001年
- 妹妹公主

2002年
- 妹妹公主 RePure

2003年
- 時空冒險記（錄音演出）
- 走投無路危險爺爺
- MOUSE
- 忍者龜（録音演出）

2006年
- 花漾明星KIRARIN

2015年
- 交給你了！奇蹟貓團

### OVA
1989年
- 祖先大人萬萬歲！

1990年
- 幸福的形式
- 永井豪的Q版世界
- 惡魔人 妖鳥死麗濡篇

1991年
- 究極超人R

1996年
- TWIN SIGNAL

1999年
- 最遊記
- 菜菜子解體診書

2001年
- Memories Off

2003年
- 銀河美少女 Hearts
- Memories Off 2nd

2004年
- 秋之回憶3.5 向著回憶的彼方
- 秋之回憶3.5 傳達祈願的時刻

2005年
- 銀河美少女 Hearts Power Up！

### 電影動畫
1990年
- MAROKO 麿子[128]

### 遊戲
1996年
- 純愛遊俠 ～永恆微笑～

1998年
- 火星物語

2015年
- 新約Arcana Slayer

2017年
- 異度神劍2

### 廣播劇CD
- 流星皇子TOMMY（1994年，錄音導演）

### 電影
- Talking Head
- 講談少年PapanPan

## 腳註

## 相關項目
- 大月俊倫－彼此間的交情很深。此外，大月也是與千葉一起引導清水愛出道的人。

## 外部連結
- （日語）－千葉繁的官方個人部落格。
- 千葉 繁｜81 Produce（页面存档备份，存于） （日語）
- C&O Actor Studio公式官網（页面存档备份，存于） （日語）
- goo 電視節目 出演者檔案 （日語）
- 千葉繁的X（前Twitter） （日語）
- News Walker（2016年9月13日） （日語）